# الجنة في بيوتنا
الجنة في بيوتنا هو برنامج تلفزيوني قام بتقديمه الداعية عمرو خالد في رمضان 2007. يعرض البرنامج الأسرة وكيفية التعامل مع أبناء عن طريق الاحترام والمودة وكيفية حل المشكلات الأسرية الكثيرة، عن طريق تعاون عدد كبير من الأكاديمين والمتطوعين من الشباب.
البرنامج من إخراج عمر زهران
والمخرج لؤي معروف

## الحلقات
1. المقدمة
2. قيمة الأسرة عند الله
3. الرحمة في العلاقات الأسرية
4. حلم الأسرة
5. الجزر المنعزلة
6. جوهرية دور الأب ج1
7. جوهرية دور الأب ج2
8. الأب القدوة
9. الأب الصديق
10. الأمهات ج1
11. الأمهات ج2
12. لغة العاطفة ج1
13. لغة العاطفة ج2
14. كيف توجه أبنائك ج1
15. كيف توجه أبنائك ج2
16. العقوبة ج1
17. العقوبة 2ج
18. بر الوالدين ج1
19. بر الوالدين ج2
20. بدء العشرة الأواخر (من رمضان)
21. الحب بين الزوجين ج1
22. الحب بين الزوجين ج2
23. صلة الرحم
24. الصحبة الصالحة
25. هدف الأسرة
26. الأسرة في ليلة القدر
27. التقوى بين الزوجين
28. الختام

## وصلات خارجية
- تحميل الحلقات المرئية، موقع عمرو خالد
- تحميل الحلقات المرئية، موقع البكدوري